# Orehovška grapa
Orehovška grapa je dolina v Cerkljanskem hribovju. V dolini ležita dve naselji, Orehek in Jesenica. 
Dolino na zahodu omejujeta hrib Rodne (698 m) in Kojca (1303 m), na vzhodu pobočja Malega Kovka (737 m), Radomažne (731 m), Velikega Kovka (839 m) in Davinca (872 m); severno stran doline pa zapirajo Vrh Ravni (826 m), Na krogu (1050 ) in Ritovščica (1156 m). Dolina se na južni strani jugovzhodno od Reke izteče v dolino reke Idrijce z desne strani. Vzhodno nad dolino stoji naselje Ravne pri Cerknem.
Po dolini teče potok Jesenica, ki se izliva v Idrijco. Vodotok je stalen s širino med 2 in 5 metrov. V zgornjem delu potok pada čez nekaj manjših neimenovanih slapov.
Geološko dolino pokrivajo triasni masivni debelozrnati apnenci, zgornji del ter manjši del v osrednji dolini pa triasni tufi, tufiti, ploščasti apnenci in konglomerati. Ob izlivu Jesenice prevladuje aluvij. Območje Jesenice prekrivajo glinasti skrilavci in peščenjaki ter skladovit apnenec. V dolini se nahajata dva nekdanja kopa tehniškega kamna dolomita.